# 加盧濟諾湖
56°19′27″N 29°27′11″E / 56.32417°N 29.45306°E
加盧濟諾湖（俄语：Галузино），是俄羅斯的湖泊，位於該國西北部，由普斯科夫州負責管轄，處於普斯托什卡區，面積1.4平方公里，集水區面積25平方公里，平均水深2.5米，最大水深6米。